# Хроники Перна: первое Падение
Хроники Перна: первое Падение — научно-фантастический роман 1993 года американской писательницы Энн Маккефри из серии «Всадники Перна».

## Содержание
Роман состоит из пяти рассказов и повестей:
- Отчёт об исследовании: P.E.R.N.
- Колокол дельфинов
- Брод Рэда Ханрахана
- Второй Вейр
- Спасательная экспедиция

## Описание сюжета
| Рассказ                         | Сюжет |
| ------------------------------- | --- |
| Отчёт об исследовании: P.E.R.N. | Команда ученых исследует планеты для колонизации и называет её "P.E.R.N". ("Параллельные Земле, Незначительные Ресурсы" с англ.), отмечая концентрические образования на земле, похожие на застывшие на воде круги, и нехватку более высоких форм жизни, которые жители Перна позже определили бы, как признак Падения Нитей.                                                        |
| Колокол дельфинов               | Капитан судна "Южный Крест" Джим Тиллек организует и проводит эвакуацию с Южного Континента в Форт Холд, на Севере, из-за извержения вулкана, в этом сложном деле ему помогают умные дельфины и их дельфинёры. (Продолжает роман "Заря драконов") |
| Брод Рэда Ханрахана             | Рэд Ханрахан (отец золотой всадницы, Сорки Ханрахан) спустя несколько лет после начала Падения Нитей основывает новый Холд Руа Ата ("холд, что за бродом Рэда"), который позже стал называться "Руат". |
| Второй Вейр                     | Молодая всадница золотого дракона, Торен, просит Шона Коннелла и Сорку Ханрахан, Предводителей Форт Вейра, позволить основание нового Вейра, потому что Форт был уже перенаселен. Шон, обдумав эту просьбу, принимает решение о создании трех новых Вейров. Торен вместе с М'халлом , сыном Предводителей Вейра, становятся первыми Предводителями недавно основанного Бенден Вейра. |
| Спасательная экспедиция         | Стиву Киммеру, колонисту, получившему Холд Хонсю и живущему на Южном Континенте, удается убедить спасательную экспедицию во главе с Лейтенантом Россом Бенденом, племянником Адмирала, что его группа - это только одиннадцать человек, оставшихся в живых на всем Перне. Росс Бенден решает увезти с Перна выживших.                                                                |

## Хронология
| Оборот (год) | Событие |
| ------------ | --- |
| 1            | Высадка |
| 6            | Рождение Торен |
| 10           | Запечатление первых вылупившихся драконов, рождение Михалла Коннела, основание Форт Холда, эвакуация с Южного континента |
| 16           | Смерть Эмили Болл, год Лихорадки                                                                                         |
| 17           | Основание Холда Болл Пьером де Курси                                                                                     |
| 19           | Основание Руата |
| 22           | М'халл запечатляет Брианта, Онгола уходит обустраивать новый холд                                                        |
| 25           | Смерть Джима Тиллека, Торен запечатляет Аларанту                                                                         |
| 26           | Смерть Пола Бендана |
| 27           | Битва Трёх Королев |
| 28           | Двадцатилетия Первого Падения, объявление Шоном о создании трёх новых Вейров                                             |